# 八広
八広（やひろ）は、東京都墨田区の町名。現行行政地名は八広一丁目から八広六丁目。住居表示実施済み区域。

## 地理
東京都墨田区の北端に位置し、向島地域に属する。北東で荒川を挟んで対岸に葛飾区四つ木、東で東墨田、南で文花、南西で京島、西で向島、北西で墨田と隣接する。町域の北東辺の荒川をもって墨田区 - 葛飾区境を成す。
荒川堤防上を東京都道449号新荒川堤防線、東辺を東京都道449号新荒川堤防線支線、西辺を水戸街道と接する。また、町域北西部を南北に京成電鉄が走り、北部に同路線の鉄道駅が1つある。

### 地価
住宅地の地価は、2025年（令和7年）1月1日の公示地価によれば、八広4-47-7の地点で37万6000円/m2となっている。

## 歴史

### 地名の由来
一帯は元々「吾嬬町」（あずままち/あずまちょう）といい、1965年12月1日の住居表示実施に伴い、寺島町六・八丁目、隅田町四丁目・吾嬬町西五 - 九丁目の8地区が合併して成立したため、「八」の字を採り、その字体から「末広がり」の縁起を担いで命名された。

## 世帯数と人口
2025年（令和7年）3月1日現在（墨田区発表）の世帯数と人口は以下の通りである。
| 丁目       | 世帯数     | 人口     |
| ---------- | ---------- | -------- |
| 八広一丁目 | 1,934世帯  | 3,364人  |
| 八広二丁目 | 2,496世帯  | 4,564人  |
| 八広三丁目 | 1,950世帯  | 3,590人  |
| 八広四丁目 | 2,617世帯  | 4,701人  |
| 八広五丁目 | 1,702世帯  | 2,994人  |
| 八広六丁目 | 2,307世帯  | 4,207人  |
| 計         | 13,006世帯 | 23,420人 |

### 人口の変遷
国勢調査による人口の推移。
| 年                 | 人口   |
| ------------------ | ------ |
| 1995年（平成7年）  | 20,863 |
| 2000年（平成12年） | 19,883 |
| 2005年（平成17年） | 20,810 |
| 2010年（平成22年） | 21,018 |
| 2015年（平成27年） | 21,152 |
| 2020年（令和2年）  | 21,816 |

### 世帯数の変遷
国勢調査による世帯数の推移。
| 年                 | 世帯数 |
| ------------------ | ------ |
| 1995年（平成7年）  | 7,905  |
| 2000年（平成12年） | 8,039  |
| 2005年（平成17年） | 8,863  |
| 2010年（平成22年） | 9,364  |
| 2015年（平成27年） | 9,825  |
| 2020年（令和2年）  | 10,635 |

## 学区
区立小・中学校に通う場合、学区は以下の通りとなる（2022年9月時点）。
| 丁目       | 番地                    | 小学校                 | 中学校                 | 備考                                                                           |
| ---------- | ----------------------- | ---------------------- | ---------------------- | ------------------------------------------------------------------------------ |
| 八広一丁目 | 1〜25番                 | 墨田区立第三寺島小学校 | 墨田区立寺島中学校     |                                                                                |
| 八広一丁目 | 43番                    | 墨田区立八広小学校     | 墨田区立吾嬬第二中学校 |                                                                                |
| 八広一丁目 | 26〜42番                | 墨田区立第三吾嬬小学校 | 墨田区立寺島中学校     |                                                                                |
| 八広二丁目 | 全域                    | 墨田区立第三吾嬬小学校 | 墨田区立寺島中学校     |                                                                                |
| 八広三丁目 | 全域                    | 墨田区立第三吾嬬小学校 | 墨田区立寺島中学校     |                                                                                |
| 八広四丁目 | 1〜47番                 | 墨田区立八広小学校     | 墨田区立吾嬬第二中学校 | 調整区域により以下への変更が可能 ・墨田区立第三吾嬬小学校 ・墨田区立中川小学校 |
| 八広四丁目 | 48〜51番                | 墨田区立八広小学校     | 墨田区立吾嬬第二中学校 |                                                                                |
| 八広五丁目 | 全域                    | 墨田区立八広小学校     | 墨田区立吾嬬第二中学校 |                                                                                |
| 八広六丁目 | 1番2〜7号               | 墨田区立隅田小学校     | 墨田区立桜堤中学校     |                                                                                |
| 八広六丁目 | 53〜59番                | 墨田区立八広小学校     | 墨田区立吾嬬第二中学校 | 調整区域により以下への変更が可能 ・墨田区立第三吾嬬小学校 ・墨田区立中川小学校 |
| 八広六丁目 | 1番(2〜7号除く) 2〜52番 | 墨田区立八広小学校     | 墨田区立吾嬬第二中学校 |                                                                                |

## 交通

### 鉄道
- 京成電鉄
  - 押上線：八広駅
  - 一～三丁目へは京成曳舟駅が最寄となる

### バス
- 都営バス
  - 中居堀停留所（亀戸方面、錦糸町方面、上野方面）
  - 八広二丁目停留所
  - 八広三丁目停留所
  - 八広四丁目停留所
  - 八広六丁目停留所
  - 八広停留所
  - 新四ツ木橋停留所
  - 四ツ木橋南詰停留所（錦糸町方面、浅草方面、上野方面）
  - 社会福祉会館前停留所（平井方面）
  - 東墨田二丁目停留所（平井方面）
  - 橘通り停留所（亀戸方面）
  - 明治通り停留所（亀戸方面）
- コミュニティバス
  - すみだ百景 すみまるくん・すみりんちゃん
    - 北東部ルート
      - 社会福祉会館（すみだ健康ハウス入口）停留所
      - 東墨田二丁目停留所
      - 八広（八広駅入口）
      - 三輪里稲荷神社入口停留所
      - 中村病院

### 道路・橋梁
道路
- 国道6号（水戸街道）
- 東京都道306号王子千住夢の島線（明治通り）
- 東京都道449号新荒川堤防線

橋梁
- 荒川に架かる橋
  - 新四ツ木橋（国道6号（水戸街道））
  - 木根川橋（東京都道449号新荒川堤防線）

## 事業所
2021年（令和3年）現在の経済センサス調査による事業所数と従業員数は以下の通りである。
| 丁目       | 事業所数  | 従業員数 |
| ---------- | --------- | -------- |
| 八広一丁目 | 133事業所 | 1,116人  |
| 八広二丁目 | 168事業所 | 951人    |
| 八広三丁目 | 113事業所 | 565人    |
| 八広四丁目 | 144事業所 | 802人    |
| 八広五丁目 | 135事業所 | 801人    |
| 八広六丁目 | 142事業所 | 1,116人  |
| 計         | 835事業所 | 5,351人  |

### 事業者数の変遷
経済センサスによる事業所数の推移。
| 年                 | 事業者数 |
| ------------------ | -------- |
| 2016年（平成28年） | 986      |
| 2021年（令和3年）  | 835      |

### 従業員数の変遷
経済センサスによる従業員数の推移。
| 年                 | 従業員数 |
| ------------------ | -------- |
| 2016年（平成28年） | 5,578    |
| 2021年（令和3年）  | 5,351    |

## 施設
教育機関
- 墨田区立第三吾嬬小学校（八広二丁目）
- 墨田区立八広小学校（八広五丁目）
- 墨田区立寺島中学校（八広一丁目）
- 墨田区立吾嬬第二中学校（八広四丁目）
- 東京都立墨田特別支援学校（八広五丁目）

公園
- 八広公園（八広五丁目）
- 八広野球場（八広六丁目）

寺社仏閣

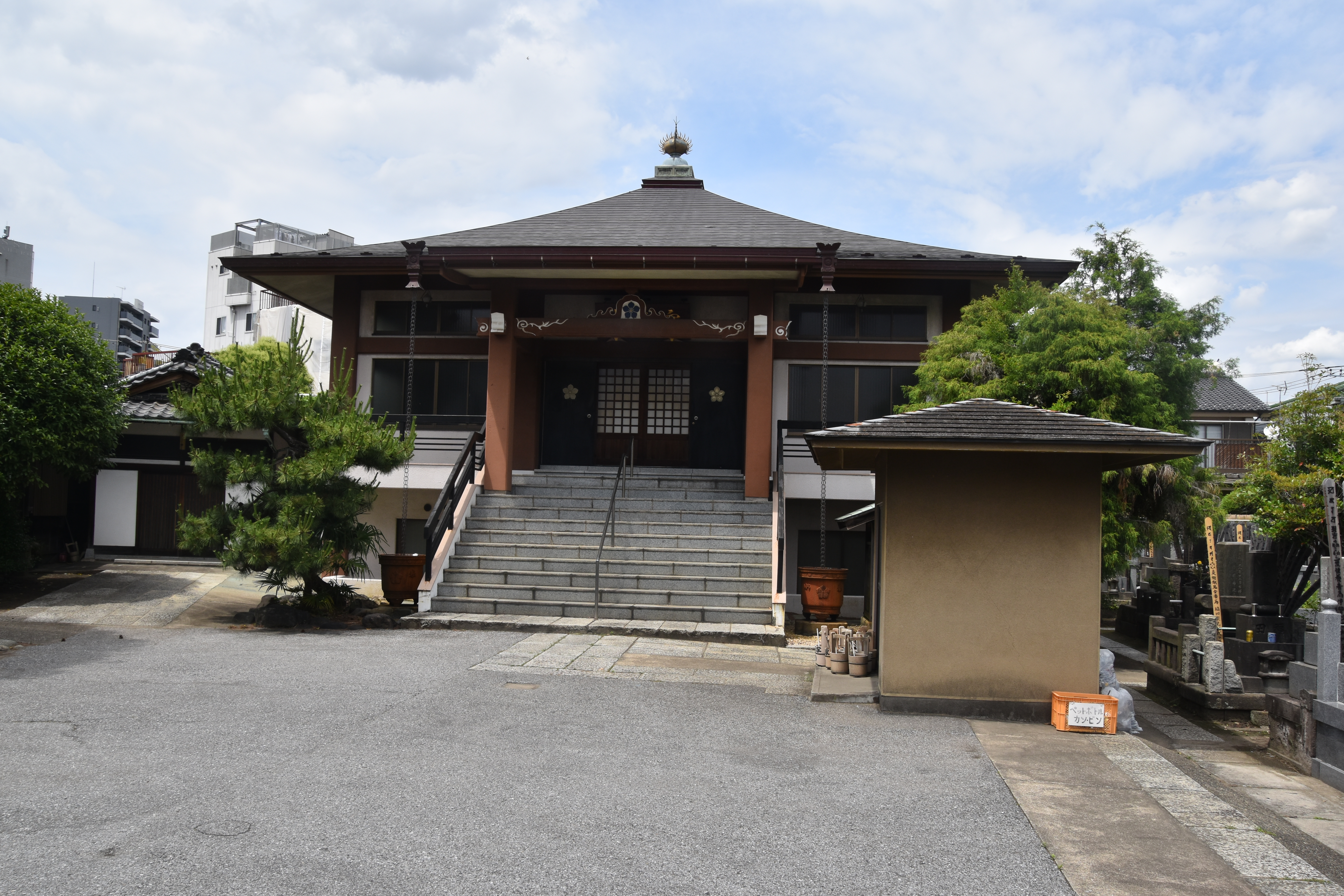
常在山宝蔵寺。

- 八広庚申堂 - 元禄2年銘の庚申像と享保5年銘の地蔵像がある。
- 正覚寺（八広五丁目）- 墨田区登録文化財の石造庚申塔（青面金剛童子）がある。
- 宝蔵寺（八広六丁目）
- 日枝神社（八広六丁目） - 慶長19年創建。

飲食店
- 日の丸酒場（八広六丁目） - 1937年創業の居酒屋。
- そば万（八広五丁目） - 1939年創業の蕎麦屋。
- 洋食50BAN（八広四丁目） - 1927年創業の洋食店。王貞治の実家、中華料理店「五十番」の屋号を引き継いでいる。

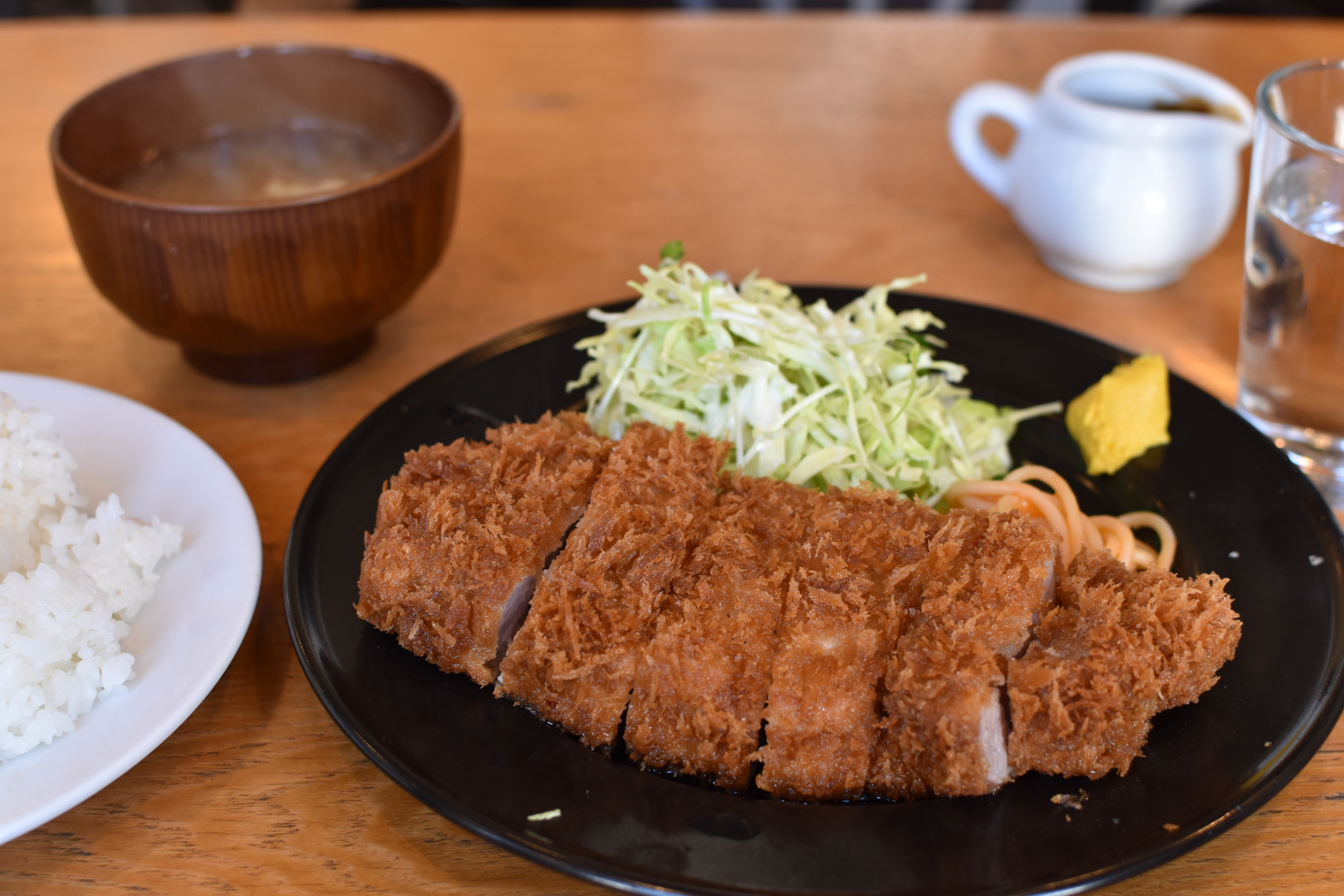
50BANのロースカツ定食

## 出身人物・ゆかりのある人物
- 王貞治 - 現：八広3丁目（旧東京府向島区吾嬬町西）に生まれ育った。
- 清水一行（小説家） - 現：八広（旧東京府南葛飾郡吾嬬町）に生まれた。
- 三代目古今亭圓菊 - 当地に居住
- 白鵬翔：横綱在位中の2015年9月に、所属する宮城野部屋が八広に移転。

## その他

### 日本郵便
- 郵便番号 : 131-0041[3]（集配局 : 向島郵便局[16]）。